# Гамба, Бартоломео
Гамба (Бартоломео Гамба) (итал. Bartolommeo Gamba) (также известный как итал. Bartolomeo или итал. Bartolo Gamba) (15 мая 1776, Бассано-дель-Граппа — 3 мая 1841, Венеция) — итальянский библиограф и писатель. Главное его сочинение «Serie dei Testi di Lingua» (4-е изд., 1889); кроме того, написал ряд сочинений по итальянской библиографии и Данте. Вместе с Негри и Цендрини он издал «Galleria dei letterati ed artisti illustri delle provincie Venete nel secolo XVIII» (1824).

## Биография
Библиотекарь Святого Марка в Венеции, он в течение многих лет работал в издательстве Ремондини (итал. Remondini) в Бассано; затем, после создания Наполеоном королевства Италии, он стал инспектором прессы в департаменте Адриатики и королевским цензором.
Позже он был назначен администратором библиотеки Марсиана в Венеции.

## Работы
- Serie dell' edizioni de' testi di lingua italiana (1805 et 1828, 2 vol.)
- De' bassanesi illustri. Con un Catalogo degli scrittori di Bassano del secolo XVIII, Bassano, Remondini, 1807
- Galeria dei letterati ed artisti delle provincie veneziane nel secolo XVIIIe (1824)
- Vita di Dante (1826)
- Ritratti di donne illustri veneziane (1820)
- Delle novelle italiane in prosa, bibliografia (1833)
- Catalogo degli artisti bassanesi viventi, Bassano, Remondini, 1807
- Gli edifici, i monumenti e gli ornati della città di Venezia, Venezia, Alvisopoli, 1822
- Notizie intorno alle opere impresse di Gaspare Gozzi, Venezia, Alvisopoli, 1824
- Alcuni ritratti di donne illustri delle province veneziane, Venezia, Alvisopoli, 1826